# Carne de porco

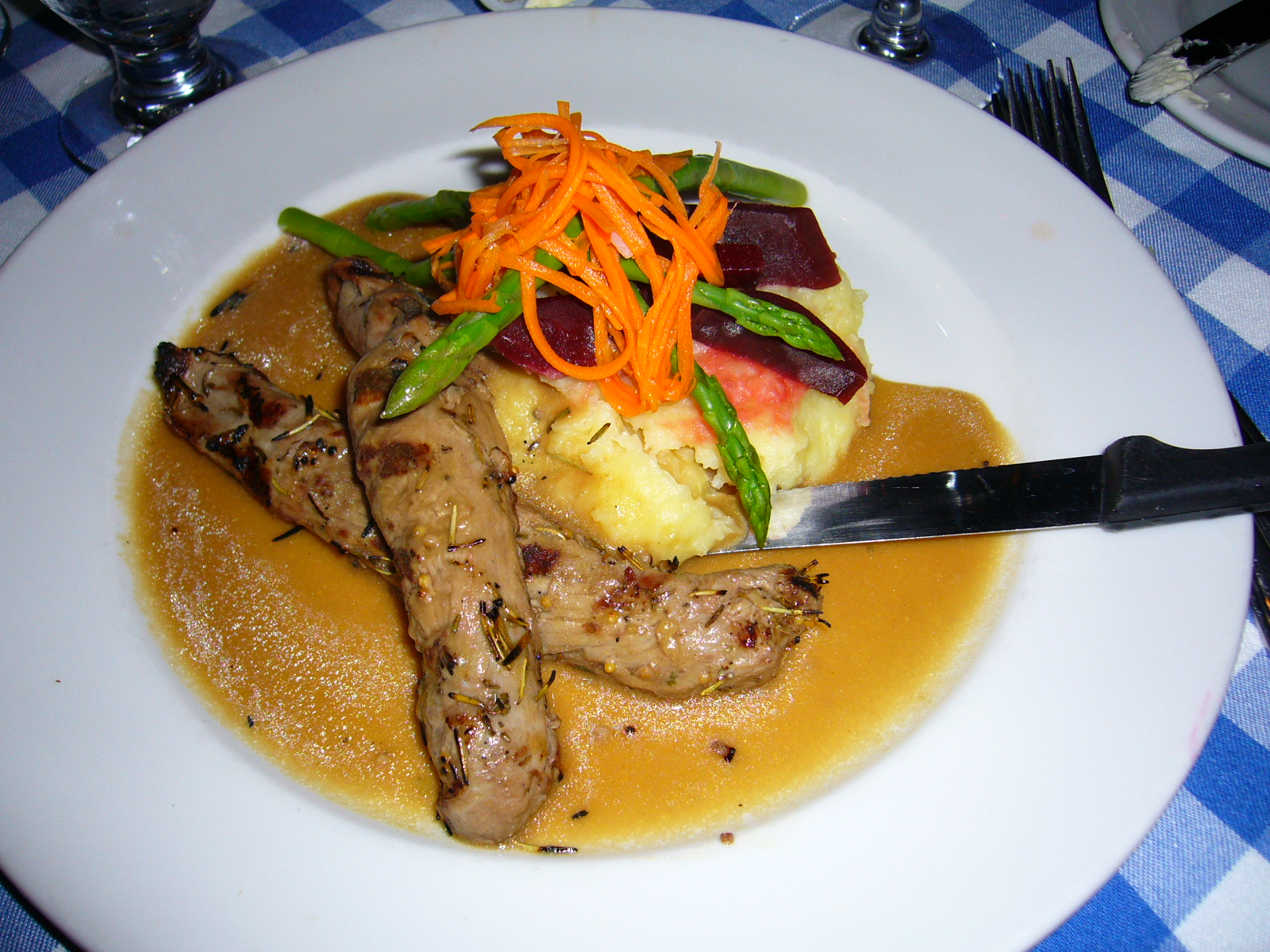
Filé de porco à bordelaise.

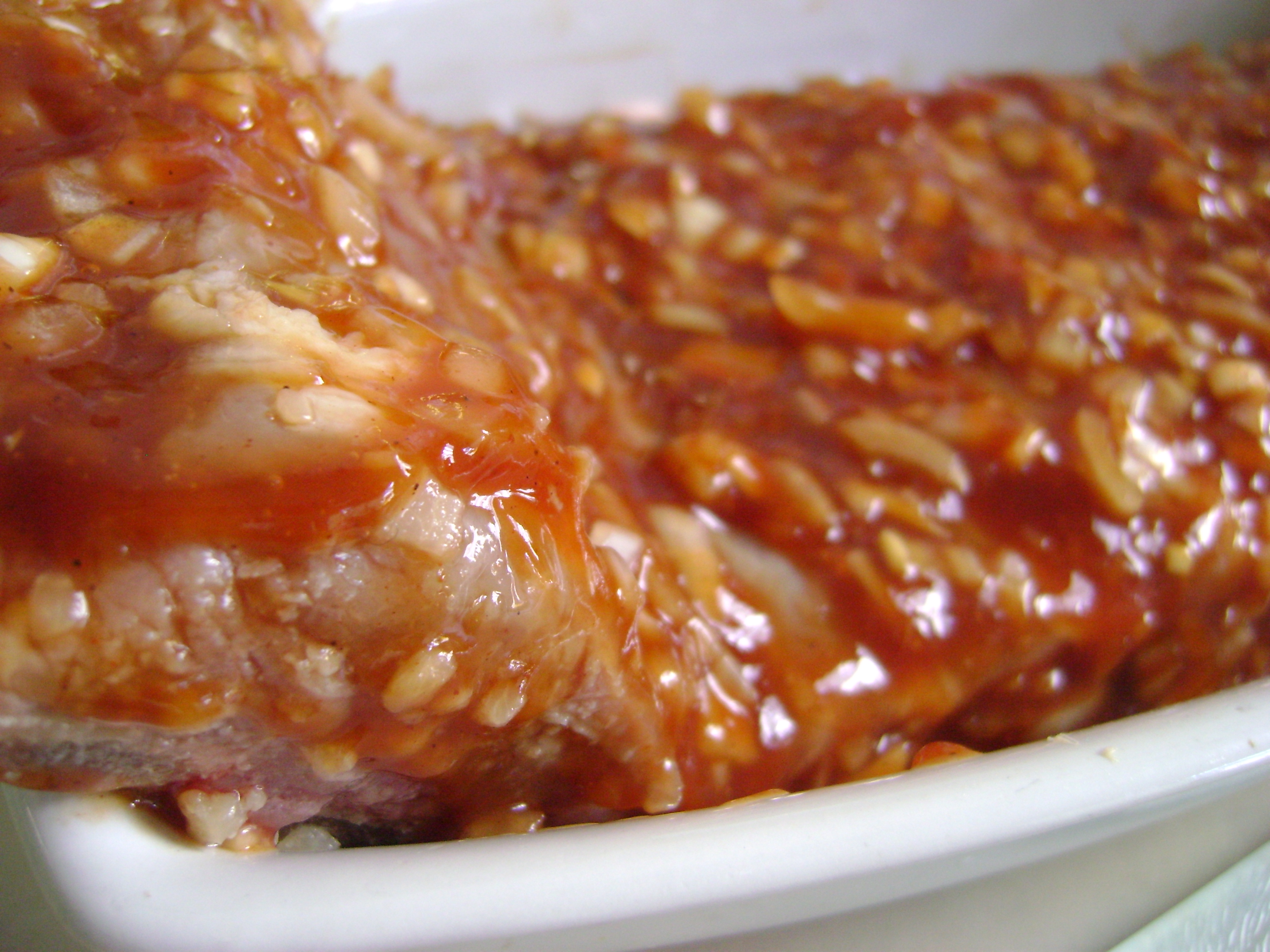
Costela de porco com barbecue e cebolas.

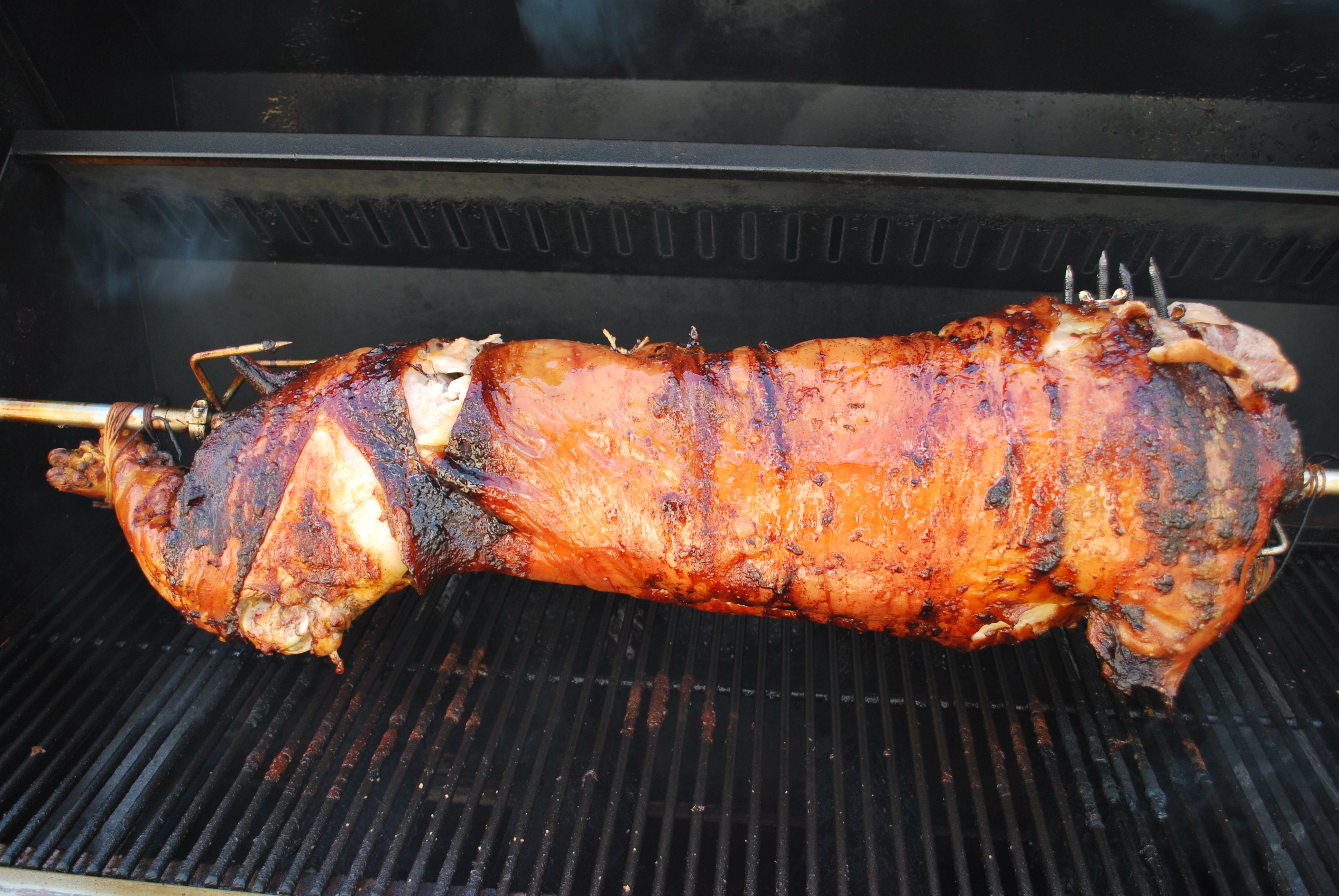
Porco inteiro assado lentamente no espeto.

A carne de porco ou carne suína é todo tipo de carne obtida a partir do porco doméstico (Sus domesticus). É uma das carnes mais consumidas do mundo, com evidências de pecuária suína que datam de 5000 a.C.. No entanto, o seu consumo é considerado como um tabu alimentar por diversas religiões, como o judaísmo, islamismo e o adventismo, que consideram-na uma carne impura.
A carne de porco, também dita carne porcina ou suína, é comida de diversas maneiras, incluindo cozida, salgada ou defumada (presunto, incluindo o prosciutto italiano) ou uma combinação destes métodos (toucinho, bacon ou pancetta). Também é um ingrediente comum das salsichas e linguiças. A charcuteria é o ramo da culinária dedicada aos produtos de carne preparada, principalmente de porco.
A suinicultura desempenha papel estratégico na alimentação humana. A carne de porco é a carne mais consumida no mundo; para alguns autores representaria 44% do consumo global, contra 29% da bovina e 23% da carne de aves, enquanto outros apontam-na como sendo responsável por 38% da produção mundial de carne, seguida pela carne de frango, com 30%, e a bovina com 25%.

## Carne suína no Brasil
O Brasil ocupa o quarto lugar no lista mundial de produção de carne suína, com 3,1 milhões de toneladas por ano. O país vem se destacando nos últimos anos como um dos principais produtores e exportadores mundiais desta carne, não sendo alheios os factores  qualidade e rastreabilidade dos produtos.
São produzidos diversos tipos de derivados a partir da carne suína, a produção artesanal, corresponde a cerca de 11%, e se concentram em áreas do sul e sudeste do país.

## Carne suína em Portugal
Portugal é um dos maiores produtores europeus de carne de porco. A inseminação artificial é o método utilizado pelos suinicultores de Portugal, cerca de 45% dos porcos nascidos em Portugal são filhos de "varrascos" que são machos criados apenas para reprodução. Santiago do Cacém, produz 350 mil doses anuais para inseminar as fêmeas. 
Na produção de carne de suínos em Portugal destaca-se uma lista de produtos com denominação de origem protegida que era composta, em 2012, por 5 referências, incluindo presuntos e paletas.

## Produção mundial
| País                                     | Produção em 2018 (milhões de toneladas anuais) |
| ---------------------------------------- | ---------------------------------------------- |
| China                                    | 54,9                                           |
| Estados Unidos                           | 11,9                                           |
| Alemanha                                 | 5,3                                            |
| Espanha                                  | 4,5                                            |
| Vietname                                 | 3,8                                            |
| Brasil                                   | 3,7                                            |
| Rússia                                   | 3,7                                            |
| França                                   | 2,1                                            |
| Canadá                                   | 2,1                                            |
| Polónia                                  | 2,1                                            |
| Fonte: Food and Agriculture Organization |                                                |